# (10071) Paraguay
(10071) Paraguay es un asteroide perteneciente al cinturón de asteroides descubierto el 2 de marzo de 1989 por Eric Walter Elst desde el Observatorio de La Silla, Chile.

## Designación y nombre
Paraguay se designó al principio como 1989 EZ2. Se llama así  por Paraguay, un país sudamericano que limita con Bolivia, Brasil y Argentina. El río Paraguay atraviesa el país de norte a sur. Los guaraníes y otros indígenas nativos habitaron el país durante miles de años antes de la llegada de los españoles en el siglo XVI.

## Características orbitales
Paraguay orbita a una distancia media de 2,318 ua del Sol, pudiendo alejarse hasta 2,584 ua y acercarse hasta 2,053 ua. Tiene una excentricidad de 0,114 y una inclinación orbital de 6,801 grados. Emplea en completar una órbita alrededor del Sol 1289,44 días.

## Características físicas
La magnitud absoluta de Paraguay es 15,50. Tiene 2,771 km de diámetro y su albedo se estima en 0,332.